# Cinderella (Software)
Cinderella ist eine auf Java basierende Dynamische-Geometrie-Software. Entwickelt wurde sie von Ulrich Kortenkamp und Jürgen Richter-Gebert. Cinderella bietet die Möglichkeit, mit nichteuklidischen Geometrien zu arbeiten, und wurde als einziges der javabasierten Dynamische-Geometrie-Systeme (DGS) kommerziell vertrieben. Seit 2013 war auch die pro Version (2.8) für nicht kommerzielle Zwecke kostenlos erhältlich, seit 2019 ist die Software kostenlos erhältlich.

## Eigenschaften
Da Cinderella in Java programmiert ist, kann diese Software auf allen Java-fähigen Betriebssystemen verwendet werden.
Cinderella bietet Möglichkeiten, Bilder und Applets ins Internet zu exportieren, ohne dass das Programm installiert ist. Es ist möglich, Aufgaben zu erstellen, die die Lösung überprüfen und kontextbezogene Tipps geben können, wie es weitergeht.
Cinderella kann verschiedene Geometrien darstellen:
- euklidische Geometrie
- elliptische Geometrie und
- hyperbolische Geometrie.

## Cinderella 1.4 versus Cinderella.2
Die Version 2.0 (Cinderella.2), weist viele neue Eigenschaften auf. Besonders fallen bei der neuen Version die erweiterten physikalischen Fähigkeiten auf. So ist die Visualisierung von Experimenten aus der Kinetik und der Mechanik möglich, z. B:
- Bewegung
- Schwerkraft zu einem Boden oder einer Punkt-Schwerkraftquelle
- Reflexion an einer geraden Fläche
- Kraftübertragung.

Auf der Cinderella-Seite findet man viele Beispiel-Dateien.